# Raión de Novopokróvskaya
El raión de Novopokróvskaya (del ruso: Новопокровский район) es uno de los treinta y siete raiones en los que se divide el krai de Krasnodar, en Rusia. Está situado en el área nororiental del krai. Limita al sur con el raión de Novoaleksándrovsk del krai de Stávropol y el raión de Kavkázskaya del krai de Krasnodar, al oeste con el raión de Tijoretsk y el de Pávlovskaya, al noroeste con el raión de Krylovskaya, al norte con el raión de Yegorlýkskaya del óblast de Rostov y al este con el raión de Bélaya Glina. Tenía 2 156 km² de superficie y 44 753 habitantes en 2010. Su centro administrativo es Novopokróvskaya.
El raión se halla enclavado en las llanuras de Kubán-Priazov. La altitud de la llanura disminuye gradualmente de suroeste a nordeste. El área meridional del raión está regada por el río Kalaly, de la cuenca del Don. Por el resto del raión fluye de suroeste a nordeste el río Yeya y varios de sus afluentes, como sus constituyentes el Korsún y el Upodnaya, o los ríos Ternovka (izquierda), Vodiónaya (derecha) y Plóskaya (derecha).

## Historia
El distrito fue establecido el 2 de junio de 1924 en la composición del ókrug de Kubán del óblast del Sudeste, sobre el territorio del anterior otdel de Kavkázskaya del óblast de Kubán-Mar Negro. Inicialmente se hallaba compuesto por 9 selsoviets: Atarchikovski, Yeremizino-Borísovski, Ilínskoye, Kalnibolotski, Novoivánovski, Novolokinski, Novopokróvski, Ploski y Uspenski. El 16 de noviembre de ese mismo año pasó a formar parte del krai del Cáucaso Norte. El 10 de enero de 1934, como resultado de la descentralización del raión, se forman los raiones de Ilínskaya y Kalnibolotskaya, que pasan a formar parte del krai de Krasnodar el 13 de septiembre de 1937. El raión de Kalnibolotskaya es reintegrado al territorio del distrito el 22 de agosto de 1953. Entre el 11 de febrero de 1963 y el 30 de diciembre de 1966 el territorio del raión de Bélaya Glina formó parte del raión de Novopokróvskaya.

## Demografía
| Año  | Población |
| ---- | --------- |
| 1959 | 36 699    |
| 1970 | 50 089    |
| 1979 | 49 345    |
| 1989 | 46 842    |
| 2002 | 47 893    |
| 2009 | 45 077    |

## División administrativa
El raión se divide en ocho municipios rurales, que engloban a 32 localidades.
| Municipios de tipo rural         | Poblaciones* |
| -------------------------------- | --- |
| Municipio rural Gorkobalkovskoye | - seló Gorkaya Balka - jútor Novi Mir - jútor Jleborob                                                                                       |
| Municipio rural Ilínskoye        | - stanitsa Ilínskaya |
| Municipio rural Kalnibolotskoye  | - stanitsa Kalnibolotskaya - jútor Balka Gruzskaya - jútor Krasni Posiólok                                                                   |
| Municipio rural Kubánskoye       | - posiólok Kubanski - posiólok Vperiod - posiólok Malokubanski - posiólok Séverni - posiólok Sovetski - posiólok Urozhaini - posiólok Yuzhni |
| Municipio rural Nezamayevskoye   | - posiólok Nezamayevski - posiólok Zariá - posiólok Krasnoarmeiski - posiólok Oktiabrski - posiólok Pervomaiski - posiólok Sadovi            |
| Municipio rural Novoivánovskoye  | - stanitsa Novoivánovskaya - stanitsa Plóskaya                                                                                               |
| Municipio rural Novopokróvskoye  | - stanitsa Novopokróvskaya - posiólok Gorki - posiólok Lesníchestvo - jútor Yeya                                                             |
| Municipio rural Pokróvskoye      | - posiólok Novopokrovski - posiólok Vosjod - posiólok Zhivotnovod - posiólok Zarechni - posiólok Mirni - jútor Stepnói                       |

*Los centros administrativos están resaltados en negrita.

## Economía y transporte
El principal sector económico del raión es la agricultura, y la pequeña industria que transforma sus productos. 
El raión es atravesado por su centro de este a este por el ferrocarril Volgogrado-Salsk-Tijoretsk.